# Škoda 29T
Škoda 29T (nazwa handlowa: ForCity Plus) – typ tramwaju wyprodukowanego w zakładach Škoda Transportation dla sieci tramwajowej Bratysławy, stolicy Słowacji.

## Konstrukcja
Konstrukcja Škody 29T wywodzi się z typu 26T wyprodukowanego dla Miszkolca. Jest to pięcioczłonowy tramwaj jednokierunkowy z udziałem niskiej podłogi wynoszącym 87%. Wyposażony jest w pięcioro drzwi i cztery wózki, z czego pierwszy i ostatni są toczne. Przedział pasażerski i kabina motorniczego wyposażono w klimatyzację. Na zewnątrz oraz wewnątrz tramwaju umieszczono po sześć kamer monitoringu.
Dwukierunkową wersją typu 29T jest Škoda 30T, również eksploatowana w Bratysławie.

## Dostawy
| Państwo        | Miasto         | Typ            | Lata dostaw    | Liczba | Numery taborowe |       |
| -------------- | -------------- | -------------- | -------------- | ------ | --------------- | ----- |
| Słowacja       | Bratysława     | 29T1           | 2015           | 15     | 7401–7415       | [ 4 ] |
| Słowacja       | Bratysława     | 29T2           | 2015–2016      | 15     | 7416–7430       | [ 4 ] |
| Łączna liczba: | Łączna liczba: | Łączna liczba: | Łączna liczba: | 30     |                 |       |

Dopravný podnik Bratislava (DPB) zamówił w 2013 r. 15 tramwajów za 37 milionów euro; tramwaje dostarczono w 2015 r. W umowie zawarto także opcję zakupu kolejnych 15 wagonów, którą wykorzystano. Tramwaje z drugiej serii dostaw rozpoczęły kursowanie w Bratysławie w roku 2016.
Pierwszy tramwaj typu 29T, później oznaczony numerem taborowym 7401, dostarczono do Bratysławy 17 lutego 2015 r. Tramwaj przeszedł procedurę uzyskania homologacji i jazdy próbne, a następnie został wprowadzony do ruchu liniowego w czerwcu tego samego roku. W ciągu następnych letnich miesięcy do Bratysławy dostarczono pozostałych 14 tramwajów zamówionych w ramach podstawowych ustaleń w umowie. Między grudniem 2015 r. a kwietniem 2016 r. Bratysława otrzymała następnych 15 tramwajów.